# ليو تي سوروكين
ليو تي سوروكين (بالإنجليزية: Leo T. Sorokin)‏ هو قاضي ومحامي أمريكي، ولد في 20 أبريل 1961 في هارتفورد في الولايات المتحدة.